# Bulgaria ai Giochi della XV Olimpiade
La Bulgaria ha partecipato ai Giochi della XV Olimpiade, svoltisi ad Helsinki, dal 19 luglio al 3 agosto 1952,  
con una delegazione di 63 atleti, di cui 9 donne, impegnati in 8 discipline,
aggiudicandosi 1 medaglia di bronzo.

## Medagliere
| Medaglia | Atleta        | Sport    | Evento    |
| -------- | ------------- | -------- | --------- |
| Bronzo   | Boris Nikolov | Pugilato | Pesi medi |

## Risultati

### Calcio
| Atleta | Classifica |                     |
| --- | --- | ------------------- |
| V · D · M Nazionale olimpica bulgara · Calcio ai Giochi Olimpici Estivi 1952 1 Sokolov · 2 Evtimov · 3 Manolov · 4 Apostolov · 5 Božkov · 6 Petkov · 7 Milanov · 8 Kolev · 9 Panajotov · 10 Argirov · 11 Janev · 12 Minčev · 13 Nikolov · 14 Kapralov · 15 Canov · 16 Hristov · 17 Trendafilov · 18 Kekemanov · 19 Blagoev · 20 Stojanov · CT : Milev - Ormandžiev | 17° |                     |
| Nazionale olimpica bulgara · Calcio ai Giochi Olimpici Estivi 1952 | |                     |
| 1 Sokolov · 2 Evtimov · 3 Manolov · 4 Apostolov · 5 Božkov · 6 Petkov · 7 Milanov · 8 Kolev · 9 Panajotov · 10 Argirov · 11 Janev · 12 Minčev · 13 Nikolov · 14 Kapralov · 15 Canov · 16 Hristov · 17 Trendafilov · 18 Kekemanov · 19 Blagoev · 20 Stojanov · CT: Milev - Ormandžiev                                                                               | 1 Sokolov · 2 Evtimov · 3 Manolov · 4 Apostolov · 5 Božkov · 6 Petkov · 7 Milanov · 8 Kolev · 9 Panajotov · 10 Argirov · 11 Janev · 12 Minčev · 13 Nikolov · 14 Kapralov · 15 Canov · 16 Hristov · 17 Trendafilov · 18 Kekemanov · 19 Blagoev · 20 Stojanov · CT: Milev - Ormandžiev | Bulgaria (bandiera) |

### Pallacanestro
| Atleta | Classifica |
| --- | ---------- |
| V · D · M Nazionale bulgara - Pallacanestro ai Giochi della XV Olimpiade 3 Georgiev · 4 Semov · 5 Nejčev · 6 Dončev · 7 Mančenko · 8 Šiškov · 9 Panov · 10 Totev · 11 Kuzov · 12 Raškov · 13 Vladimirov · 14 Penkov · 15 Asenov · 16 Slavov · All. Veselin Temkov | 7°         |
| Nazionale bulgara - Pallacanestro ai Giochi della XV Olimpiade |            |
| 3 Georgiev · 4 Semov · 5 Nejčev · 6 Dončev · 7 Mančenko · 8 Šiškov · 9 Panov · 10 Totev · 11 Kuzov · 12 Raškov · 13 Vladimirov · 14 Penkov · 15 Asenov · 16 Slavov · All. Veselin Temkov                                                                          |            |